# Liste der Monuments historiques in Biding
Die Liste der Monuments historiques in Biding führt die Monuments historiques in der französischen Gemeinde Biding auf.

## Liste der Objekte
| Bezeichnung                        | Beschreibung                                                                            | Standort                       | Kennzeichnung | Schutzstatus | Datum | Bild |
| ---------------------------------- | --------------------------------------------------------------------------------------- | ------------------------------ | ------------- | ------------ | ----- | ---- |
| Orgel                              | Ensemble aus PM57000716 und PM57000717                                                  | in der Kirche Ste-Barbe (Lage) | PM57000715    | Inscrit      | 1996  |      |
| Orgelprospekt                      | 1868 von Jean Frédéric II. Verschneider gebaut                                          | in der Kirche Ste-Barbe (Lage) | PM57000717    | Inscrit      | 1996  |      |
| Instrumentalteil der Orgel         | 1868 von Jean Frédéric II. Verschneider gebaut                                          | in der Kirche Ste-Barbe (Lage) | PM57000716    | Inscrit      | 1996  |      |
| Hauptaltar                         | Ensemble aus PM57000451 und PM57000452                                                  | in der Kirche Ste-Barbe (Lage) | PM57000450    | Classé       | 1993  |      |
| Altartisch des Hauptaltars         | Holz, farbig gefasst und vergoldet, zweites Viertel des 18. Jahrhunderts                | in der Kirche Ste-Barbe (Lage) | PM57000451    | Classé       | 1993  |      |
| Retabel des Hauptaltars            | Holz, farbig gefasst und vergoldet, zweites Viertel des 18. Jahrhunderts                | in der Kirche Ste-Barbe (Lage) | PM57000452    | Classé       | 1993  |      |
| Altarkreuz des Hauptaltars         | Kupfer und Bronze, vergoldet, zweites Viertel des 18. Jahrhunderts                      | in der Kirche Ste-Barbe (Lage) | PM57000453    | Classé       | 1993  |      |
| Zwei Skulpturen: Petrus und Paulus | am Hauptaltar; Holz, farbig gefasst und vergoldet, zweites Viertel des 18. Jahrhunderts | in der Kirche Ste-Barbe (Lage) | PM57000454    | Classé       | 1993  |      |
| Marienaltar                        | linker Seitenaltar; Ensemble aus PM57000456 und PM57000459                              | in der Kirche Ste-Barbe (Lage) | PM57000455    | Classé       | 1993  |      |
| Altartisch des Marienaltars        | Holz, farbig gefasst und vergoldet, zweites Viertel des 18. Jahrhunderts                | in der Kirche Ste-Barbe (Lage) | PM57000456    | Classé       | 1993  |      |
| Retabel des Marienaltars           | Holz, farbig gefasst und vergoldet, zweites Viertel des 18. Jahrhunderts                | in der Kirche Ste-Barbe (Lage) | PM57000459    | Classé       | 1993  |      |
| Altarkreuz des Marienaltars        | Goldschmiedearbeit, zweites Viertel des 18. Jahrhunderts                                | in der Kirche Ste-Barbe (Lage) | PM57000457    | Classé       | 1993  |      |
| Zwei Altarleuchter                 | am Marienaltar; Goldschmiedearbeit, zweites Viertel des 18. Jahrhunderts                | in der Kirche Ste-Barbe (Lage) | PM57000458    | Classé       | 1993  |      |
| Josefsaltar                        | rechter Seitenaltar; Ensemble aus PM57000461 und PM57000464                             | in der Kirche Ste-Barbe (Lage) | PM57000460    | Classé       | 1993  |      |
| Altartisch des Josefsaltars        | Holz, farbig gefasst und vergoldet, zweites Viertel des 18. Jahrhunderts                | in der Kirche Ste-Barbe (Lage) | PM57000461    | Classé       | 1993  |      |
| Retabel des Josefsaltars           | Holz, farbig gefasst und vergoldet, zweites Viertel des 18. Jahrhunderts                | in der Kirche Ste-Barbe (Lage) | PM57000464    | Classé       | 1993  |      |
| Altarkreuz des Josefsaltars        | Goldschmiedearbeit, zweites Viertel des 18. Jahrhunderts                                | in der Kirche Ste-Barbe (Lage) | PM57000462    | Classé       | 1993  |      |
| Zwei Altarleuchter                 | am Josefsaltar; Goldschmiedearbeit, zweites Viertel des 18. Jahrhunderts                | in der Kirche Ste-Barbe (Lage) | PM57000463    | Classé       | 1993  |      |
| Kanzel                             | Holz, zweites Viertel des 18. Jahrhunderts                                              | in der Kirche Ste-Barbe (Lage) | PM57000465    | Classé       | 1993  |      |
| Beichtstuhl                        | Holz, zweites Viertel des 18. Jahrhunderts                                              | in der Kirche Ste-Barbe (Lage) | PM57000466    | Classé       | 1993  |      |